# The Age of Nero
The Age of Nero sedmi je studijski album norveškog black metal-sastava Satyricon. Diskografska kuća Roadrunner Records objavila ga je 3. studenoga 2008. Dobio je uglavnom pozitivne kritike i u prvom se tjednu objave pojavio na 18. mjestu Billboardove glazbene ljestvice Top Heatseekers, što je do danas najviše mjesto koje je skupina zauzela na toj ljestvici. Na norveškoj ljestvici albuma dosegao je peto mjesto, što je najniže mjesto koje je skupina zauzela na toj ljestvici od albuma Rebel Extravaganza iz 1999. Na The Age of Nerou nalaze se prethodno objavljene pjesme "Die by My Hand" i "Black Crow on a Tombstone". Jedini je album skupine na kojem je bas-gitaru svirao Victor Brandt.
Kako bi podržao album, sastav je otišao na prvi dio promidžbene turneje koja je počela 12. studenoga 2008. u Stavangeru u Norveškoj, a završila je 20. prosinca u Hamburgu. Većina pjesama na albumu napisana je u šumskom studiju u suradnji sa Snorreom Ruchom (iz skupine Thorns), a dio snimanja odvijao se u Sound City Studiosu u kalifornijskom gradu Van Nuysu; ondje je iste godine Metallica snimala album Death Magnetic. Uradak je bio nominiran za nagradu za najbolji album strane skupine na dodjeli nagrada Danish Metal Awards.

## Snimanje
Sredinom 2007. Satyricon je počeo pisati pjesme za novi album nakon uspješna Now, Diabolicala. Sastav je odlučio snimiti novi uradak u Sound City Studiosu u Van Nuysu u Kaliforniji, gdje je Metallica iste godine snimala Death Magnetic. Snimanje je počelo u svibnju, a nadzirali su ga Joe Baressi i Josh Smith. Skupina je snimala gotovo dvanaest sati svakoga dana; pjevač Satyr naknadno je izjavio: "Mislim da bih trebao otići u psihijatrijsku bolnicu. Posve sam iscrpljen, i mentalno i tjelesno." Usred jednog dana snimanja skupinu je posjetio Daron Malakian iz sastava System of a Down; zajedno su u nekoliko sati napisali pjesmu, no naposljetku nije objavljena. Na novim je pjesmama bas-gitaru svirao Victor Brandt, koji je te godine bio Satyriconov basist na koncertima. Nakon što je Frost snimio bubnjarske dionice za nove pjesme, skupina se vratila u Norvešku, a potom su se Satyr i Brandt vratili u Los Angeles da bi snimili gitarske i vokalne dionice. Članovi sastava prvi su put ugodili gitaru in D, što je pridonijelo "čvršćem i mračnijem" zvuku. Snimanje je završilo u kolovozu 2008. i dovršene su snimke poslane u Subsonic Society Studios u Oslu, gdje ih je miksao Joe Barresi; tonsku obradu potpisuju Lars Klokkerhaug i Erik Ljunggren, a Satyr produkciju.

## Omot albuma
Naslovnicu albuma izradio je Martin Kvamme na temelju naslova pjesme "Black Crow on a Tombstone". Također je potpisan kao autor fotografija u knjižici albuma na kojima su otisnuti stihovi pjesama. Članove sastava fotografirao je Marcel Lelienhof, a njihovu je odjeću dizajnirala Monica Brathen, koja se pojavila u glazbenom spotu za pjesmu "Mother North" s albuma Nemesis Divina iz 1996.

## Tekstovi pjesama
Tekstovi pjesama odlikuju se mračnim, zlokobnim i apokaliptičnim motivima. Pjesma "Black Crow on a Tombstone" govori o teškom razdoblju Satyrova života, kad je pio previše vina, ustajao prerano i iscrpljivao se radom. U pjesmu je odlučio uvrstiti motiv vrane kad je vidio da iznad groblja u blizini kuće njegove majke leti vrana. Ostale se pjesme temelje na Satyrovim snovima i vizijama.

## Turneja
U lipnju 2008. članovi skupine izjavili su da će im se na koncertima pridružiti francuski gitarist Gildas Le Pape i basist Victor Brandt; ti su članovi upotpunili koncertnu postavu koju su uz Satyra i Frosta činili klavijaturistica Jonna Nikula i gitarist Azarak. Kako bi podržao The Age of Nero, Satyricon je održao tri koncerta u Indiji, a predgrupa mu je bila skupina Sahg. Od 12. do 15. studenoga grupa je nastupila u Stavangeru, Bergenu, Oslu i Trondheimu, a 19. studenoga krenula je na europsku turneju koja je počela u Rotterdamu, a održala se i u Francuskoj, Ujedinjenom Kraljevstvu, Belgiji, Švicarskoj, Italiji, Sloveniji, Hrvatskoj, Češkoj, Poljskoj i Njemačkoj; na toj su joj turneji predgrupe bile Evile i Zonaria. U siječnju i veljači 2009. Satyricon je otišao na američku turneju s Cradle of Filthom, a naknadne je koncerte počeo održavati u Japanu i Australiji. U travnju je Brandt otpušten jer "nije mogao raditi kao član ekipe" i njegovo je mjesto privremeno preuzeo Anders Odden, osnivač sastava Cadaver. Odden je napustio sastav krajem te godine i zamijenio ga je Brice Leclercq, bivši Dissectionov basist.
Promidžbena turneja za album trajala je otprilike godinu dana, a završila je nastupom u Londonu koji se održao 20. prosinca 2009. Nakon tog nastupa članovi skupine izjavili su da će privremeno prestati raditi pod Satyriconovim imenom kako bi se mogli posvetiti ostalim glazbenim projektima.

## Recenzije
The Age of Nero dobio je slične ocjene kao i Now, Diabolical. AllMusicov recenzent Eduardo Rivadavia dodijelio mu je tri i pol zvjezdice od njih pet i izjavio je da je to "hrabar, iznenađujući, kreativan i kontroverzan album", ali da se "Satyricon vjerojatno nikad neće vratiti barbarskim i sirovim [pjesmama] iz mladosti." Blabbermouthov Keith Bergman dodijelio mu je osam od deset bodova i napisao je da je to "odličan album čak i kad postane predvidljiv jer ovaj stil pripada Satyriconu do same srži". U recenziji je posebnu pozornost poklonio Frostu jer "sve više radi na pjesmama, a pjesmama kao što je epska "Die by My Hand" dodjeljuje iznimnu brzinu". Dom Lawson iz Metal Hammera izjavio je da je uradak "lukavo oblikovan tako da pjesme postupno rastu", a glazbu je nazvao "hipnotičkom žestokom bukom koja prodire u podsvijest". K tome, isti je časopis uvrstio album na petnaesto mjesto popisa 50 najboljih albuma 2008. na temelju čitateljskih glasova. Yorgos Goumas iz časopisa Kerrang! opisao ga je "dobrim nastavkom Volcanoa" i izjavio je da "Satyr djelomice uspijeva vratiti dio (crne) magije koja je dotad bila izgubljena" premda je također istaknuo da "to nije najbolji album [Satyriconove] karijere, ali nas ipak časte dobrom dozom tame". Joan Singla iz španjolske inačice Metal Hammera album je proglasio "Satyriconovim remek-djelom"; izjavio je da je "mračniji, gušći i upečatljivo žešći od prethodnika" te je posebno istaknuo "Frostove gotovo divlje bubnjarske dionice". Časopis Terrorizer uvrstio je album na dvadeseto mjesto popisa najboljih albuma 2008.
Uradak je bio nominiran za nagradu za najbolji album strane skupine na dodjeli nagrada Danish Metal Awards; dodjela se održala 16. siječnja 2010., a tu je nagradu naposljetku osvojio Mastodonov album Crack the Skye. Emisija Metal on Metal američke radijske postaje WJCU postavila je The Age of Nero na deveto mjesto popisa najboljih albuma 2009.

## Uspjeh na tržištu
The Age of Nero nagrađen je zlatnom nakladom u Norveškoj jer je prodan u više od 15 000 primjeraka. Dana 13. srpnja EP My Skin Is Cold pojavio se na dvanaestom mjestu španjolske ljestvice singlova. Na toj je ljestvici ostao još dva tjedna, a u posljednjem se tjednu popeo do šestog mjesta. Sam se album pojavio na petom mjestu norveške ljestvice albuma (što je najniže mjesto na toj ljestvici koje je sastav zauzeo od albuma Rebel Extravaganza); idućeg je tjedna pao na deseto, a u trećem na trideseto mjesto. Na finskoj se ljestvici albuma također pojavio na nižem mjestu od prijašnjih uradaka; ondje je ostao jedan tjedan, i to na tridesetom mjestu. S druge strane, u Francuskoj je The Age of Nero bio uspješniji od prethodnih albuma: pojavio se na 136. mjestu državne ljestvice albuma. Sličan je uspjeh polučio u Švedskoj, na čijoj se ljestvici popeo do 26. mjesta i na kojoj je ostao dva tjedna, i u Njemačkoj, gdje je dosegao 73. mjesto.
U siječnju 2009. album je objavljen u Sjedinjenim Državama i u prvom je tjednu prodan u otprilike 1700 primjeraka, zbog čega se pojavio na 18. mjestu Billboardove ljestvice Top Heatseekers.

## Popis pjesama
| 1.    | »Commando«                  | 4:29 |
| 2.    | »The Wolfpack«              | 4:05 |
| 3.    | »Black Crow on a Tombstone« | 3:54 |
| 4.    | »Die by My Hand«            | 7:07 |
| 5.    | »My Skin Is Cold«           | 5:15 |
| 6.    | »The Sign of the Trident«   | 6:58 |
| 7.    | »Last Man Standing«         | 3:40 |
| 8.    | »Den siste«                 | 7:24 |
| 42:52 |                             |      |

## Zasluge
| Satyricon - Satyr – vokali, gitara, efekti, produkcija, umjetnički direktor - Frost – bubnjevi Dodatni glazbenici - Snorre Ruch – dodatna gitara, rad na aranžmanu - Victor Brandt – bas-gitara - Erik Ljunggren – efekti, tonska obrada - Windhfyr – klavijatura (na pjesmi "Den siste"); zborski vokali (na pjesmi "Die by My Hand") - Terje Midtgård – trombon (na pjesmi "Den siste") - Øivind Westby – trombon (na pjesmi "Den siste") - Eirik Devold – trombon (na pjesmi "Den siste") - Thomas Røisland – tuba (na pjesmi "Den siste") - Bjørn Bugge – zborski vokali (na pjesmi "Die by My Hand") - Christian Lyder Marstrander – zborski vokali (na pjesmi "Die by My Hand") - Sturla Flem Rinvik – zborski vokali (na pjesmi "Die by My Hand") - Arild Rohde – zborski vokali (na pjesmi "Die by My Hand") - Andrew John Smith – zborski vokali (na pjesmi "Die by My Hand") - Kjell Viig – zborski vokali (na pjesmi "Die by My Hand") | Ostalo osoblje - Evil Joe Barresi – snimanje, miksanje - Josh Smith – pomoć pri snimanju - Lars Klokkerhaug – tonska obrada - Rail Rogut – tonska obrada - Jun Murakawa – pomoć pri miksanju - Brian Gardner – mastering - Martin Kvamme – dizajn - Marcel Lelienhof – fotografija - Monica Kvaale – obrada fotografija |

## Ljestvice
| Ljestvica (2008. – 2009.) | Najviša pozicija |
| ------------------------- | ---------------- |
| Finska                    | 30.              |
| Francuska                 | 136.             |
| Japan                     | 221.             |
| Norveška                  | 5.               |
| Njemačka                  | 73.              |
| SAD (Top Heatseekers)     | 18.              |
| Švedska                   | 26.              |
| Ujedinjeno Kraljevstvo    | 156.             |